# Yūko Arimori

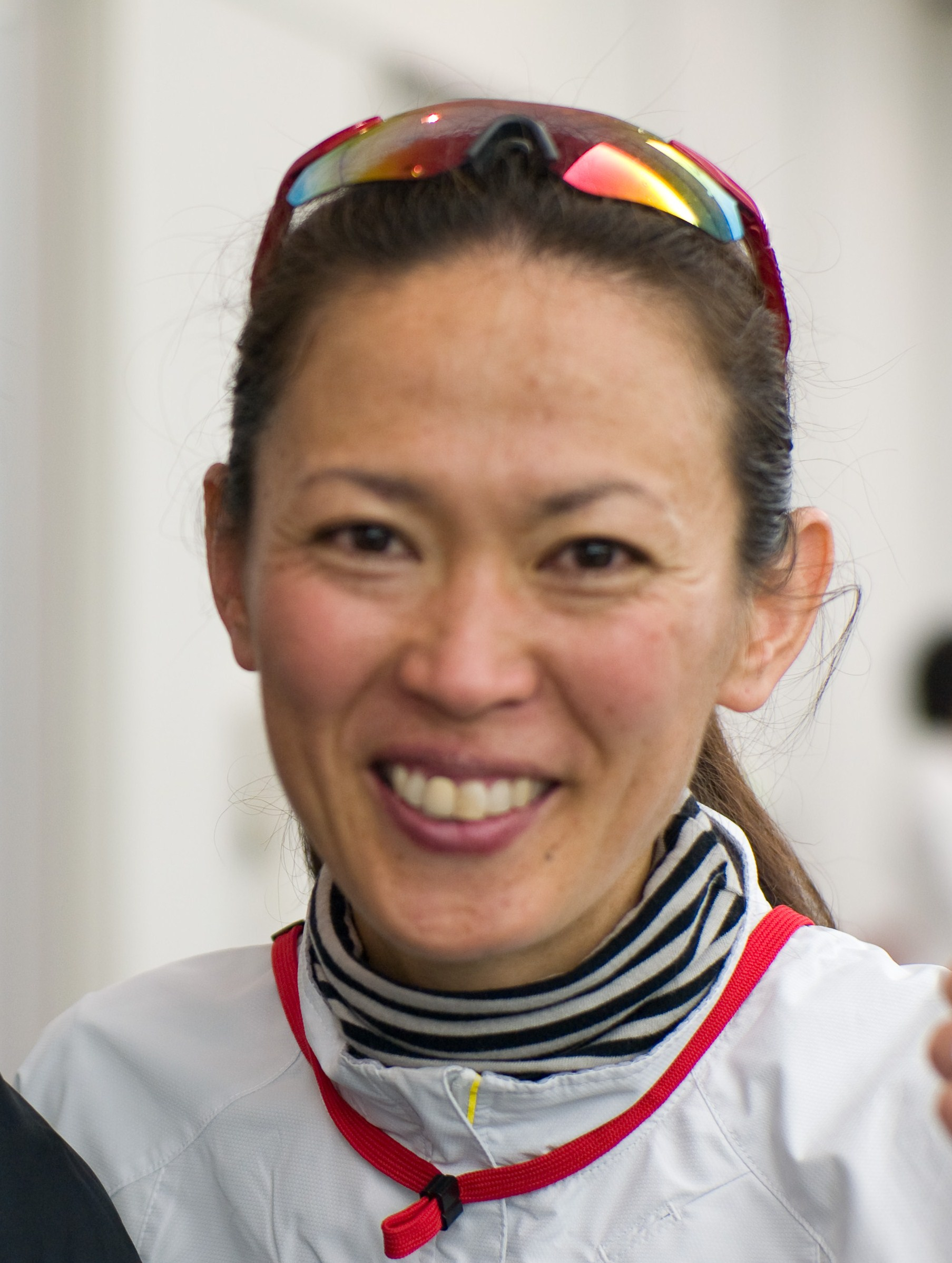

Yūko Arimori (japanisch 有森 裕子, Arimori Yūko; * 17. Dezember 1966 in Okayama) ist eine ehemalige japanische Marathonläuferin, die bei den Olympischen Spielen zwei Medaillen errang.
1990 wurde sie Sechste beim Osaka Women’s Marathon. Mit 2:32:51 h lief sie das bis dahin schnellste Debüt einer Japanerin. Im Jahr darauf wurde sie an selber Stelle Zweite mit dem Landesrekord von 2:28:01. Bei den Leichtathletik-Weltmeisterschaften 1991 in Tokio wurde sie Vierte und daraufhin für die Olympischen Spiele 1992 nominiert. 
Ein Jahr lang bereitete sie sich unter ihrem Trainer Yoshio Koide in Colorado vor. Monatlich legte sie mehr als 1000 km zurück, mit Trainingsläufen, die mehr als 50 km betrugen.
In Barcelona gewann sie in 2:32:49 mit nur acht Sekunden Rückstand auf die Siegerin Walentina Jegorowa die Silbermedaille. Danach wurde sie von einer Knöchelverletzung außer Gefecht gesetzt. Erst 1995 meldete sie sich mit einem Sieg beim Hokkaidō-Marathon in 2:29:17 zurück und wurde daraufhin vom japanischen Verband für ihren zweiten olympischen Marathon bei den Spielen 1996 in Atlanta aufgestellt, ohne bei einem weiteren Marathon antreten zu müssen. Erneut bereitete sich in Colorado vor, und im Winter gewann sie den Halbmarathonbwerb des Las-Vegas-Marathons.
In Atlanta mussten sich sowohl Jegorowa wie auch Arimori, obwohl sie mehr als vier Minuten schneller als in Barcelona, waren, der Äthiopierin Fatuma Roba geschlagen geben, die in 2:26:05 gewann. Silber ging an Jegorowa (2:28:05), Bronze an Arimori, die mit 2:28:39 sechs Sekunden Vorsprung vor Katrin Dörre-Heinig hatte. Arimori wurde mit dieser zweiten olympischen Medaille zur Nationalheldin und zur ersten Langstreckenläuferin, die vom japanischen Olympischen Komitee als Vollprofi anerkannt wurde.
Danach kaufte sie sich ein Haus in Boulder (Colorado) und heiratete im Januar 1998 den Tanzlehrer Gabriel Wilson. 1999 meldete sie sich mit einem dritten Platz beim Boston-Marathon im Wettkampfgeschehen zurück. Im Jahr darauf jedoch reichte ein neunter Platz in Ōsaka nicht aus, um sich erneut für die Olympischen Spiele zu qualifizieren. Im Herbst wurde sie Sechste beim Philadelphia-Halbmarathon und Zehnte beim New-York-City-Marathon. 
2001 siegte sie beim Gold-Coast-Marathon und wurde Zehnte beim Tokyo International Women’s Marathon. Nach über fünf Jahren Pause beendete sie mit einem fünften Platz beim Tokio-Marathon 2007 in 2:52:45 offiziell ihre sportliche Karriere.
Yūko Arimori ist 1,65 Meter groß und wiegt 47 kg. 1999 schloss sie ihr Studium an der Japanischen Sportuniversität ab und wurde Mitglied des Firmenteams von Recruit. 1996 wurde ihr der Kikuchi-Kan-Preis verliehen. 
1998 gründete sie die Non-Profit-Organisation Hearts of Gold, die Hilfsprojekte in Kambodscha und Osttimor unterstützt, und 2002 wurde sie Sonderbotschafterin für den Bevölkerungsfonds der Vereinten Nationen (UNFPA). Im selben Jahr wurde sie Direktorin der neugegründeten Sportagentur RIGHTS. Bei den Special Olympics World Winter Games 2005 entzündete sie zusammen mit dem Athleten Tatsuya Kanbara bei der Eröffnungsfeier das olympische Feuer. 2008 wurde sie zur Vorsitzenden von Special Olympics Nippon gewählt. 2010 wurde sie vom IOC für ihre Verdienste um den Frauensport mit dem Women and Sport Award für Asien ausgezeichnet. Sie gehört zum Vorstand des japanischen Leichtathletikverbands JAAF und zum Frauenkomitee der IAAF. In ihrem Heimatort Okayama gibt es ein ihr gewidmetes Museum.

## Persönliche Bestzeiten
- Halbmarathon: 1:12:52 h, 17. September 2000, Philadelphia
- Marathon: 2:26:39 h, 19. April 1999, Boston